# 이븐 타이미야

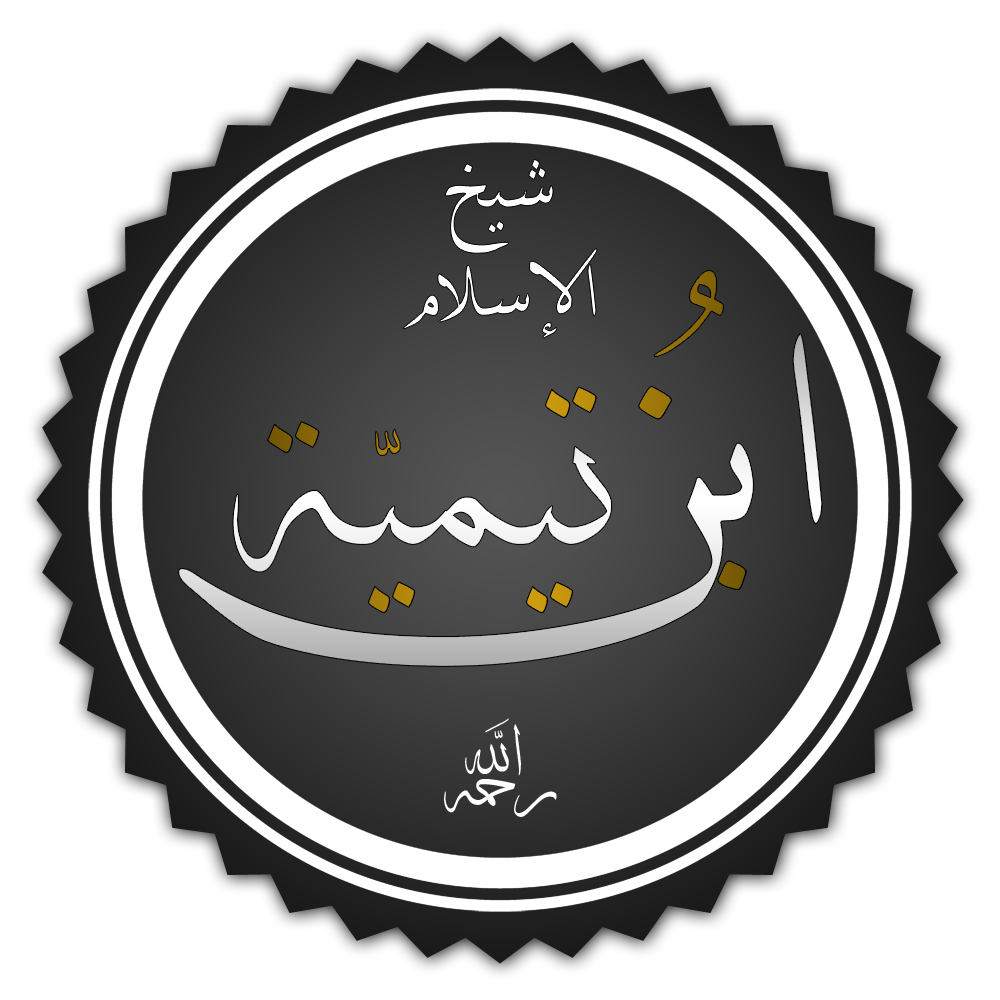

이븐 타이미야(Ibn Taymiyyah, 1263년 1월 22일 ~ 1328년 9월 26일)는 시리아의 법학자, 신학자, 개혁가(reformer)이다. 그의 학설은 18세기 와하브파의 사상적 기초가 됐고, 근현대 이슬람 원리주의의 출발점이 됐다.

## 생애
시리아와 이라크, 튀르키예 접경 지대인 하란(Harran)에서 태어났고, 다마스쿠스에서 자랐다. 아버지의 뒤를 따라 한발리 법학파의 법학자가 되었다. 처음에는 다마스쿠스에서, 나중에는 카이로에서 가르쳤다. 몽골의 침공 원인을 '무슬림이 올바른 길에서 벗어났기 때문'이라고 해석했다. 올바른 길로 되돌아가려면 초기 이슬람의 관행을 그대로 실천하고, 새로 생겨난 것들을 배격해야 한다고 주장했다. 지하드의 의무를 과거보다 크게 승격시켰다. 과거 법률학자들은 이맘들만이 지하드인지 여부를 판단할 자격이 있다고 정해놓았지만, 타이미야는 일반인이라도 누구든지 정상적인 판단력만 있으면 지하드를 공격적으로 전개할 의무가 있다고 주장했다. 꾸란을 글자 그대로 해석했다. 특히 샤피이 법학파를 분개시켜 감옥 신세를 졌다. 종교적, 정치적 견해 때문에 이집트와 시리아에서 여러 번 수감됐다. 이븐 타이미야는 종교 관행의 변혁이라고 보았던 것을 공격했다. 심지어 정통 칼리프 우마르와 알리의 능력과 권위를 맹렬히 비판했다.